# Анна Ліхтенштейнська
Анна Ліхтенштейнська, повне ім'я Анна Марія Пія Франциска де Паула Леандра фон унд цу Ліхтенштейн (нім. Anna Maria Franziska de Paula Leandra von und zu Liechtenstein; нар. 26 лютого 1846 — пом. 22 квітня 1924) — принцеса фон унд цу Ліхтенштейн, донька князя Ліхтенштейну Алоїза II та графині Франциски Кінскі фон Вхініц унд Теттау, дружина князя Георга Крістіана з Лобковіц.

## Біографія
Анна народилась 26 лютого 1846 року у Відні. Вона була восьмою дитиною та сьомою донькою в родині князя Ліхтенштейну Алоїза II та його дружини Франциски Кінскі фон Вхініц унд Теттау. Дівчинка мала старших сестер Марію, Кароліну, Софію, Алоїзію, Іду та Франциску й брата Йоганна. Згодом з'явилися молодший брат Франц та сестра Терезія.
У віці 18 років Анна пошлюбилася із 29-річним князем Георгом Крістіаном з Лобковіц. Весілля відбулося у Відні 22 травня 1864-го. У подружжя народилося дванадцятеро дітей.
Її чоловік займався політикою, був маршалком Богемії. Вони були присутніми влітку 1907 року на річниці золотого весілля сестри Анни, Іди із князем Шварценбергом.
Георг Крістіан помер у 1908-му. Анна пережила чоловіка на шістнадцять років і пішла з життя 22 квітня 1924 року у Празі.

## Родина
Чоловік — Георг Крістіан, князь Лобковіцький
Діти:
- Анна Берта (1865—1917) — дружина графа Ференца Естергазі де Галата, мала п'ятьох дітей;
- Марія Франциска (1866—1918) — черниця у монастирі бенедиктинок у Празі;
- Марія Терезія (1867—1945) — дружина графа Йоганна Якоба фон Елць, мала семеро дітей;
- Марія Сідонія (1869—1941) — дружина князя Максиміліана цу Вальдбург, мала десятеро дітей;
- Георг Август (1870—1890) — прожив 19 років, одруженим не був, дітей не мав;
- Марія Генрієтта (1872—1939) — одружена не була, дітей не мала;
- Марія Поліксена (1874—1951) — черниця у Хотесові;
- Алоїз Йоганн (1875—1877) — прожив півтора року;
- Марія Тереза (1876—1958) — дружина графа Альфреда фон Брюля;
- Роза Марія Іммакулата (1879—1957) — дружина графа Йоганна Ностіц-Рінек, мала семеро дітей;
- Фрідріх (1881—1923) — князь Лобковіц, був одруженим із графинею Жозефіною Тун-Гогенштайн, мав сина та доньку;
- Йоганн (18—19) — був одруженим із графинею Марією Чернін з Худеніц, мав п'ятеро дітей.